# Anastasia
Anastasia er et pigenavn, der er den feminine form af Anastasius/Anastasios. Navnet er af græsk oprindelse og betyder "den opstandne". Adskillige kristne martyrer og helgener bar dette navn, og det har gennem tiden især været udbredt i befolkninger, der bekender sig til den ortodokse kristendom.
Blandt varianterne af navnet er Anastacia og Anastasija. I Danmark bærer 710 personer navnet, herunder varianterne, per 1. januar 2020.

## Kendte personer med navnet
- Anastacia, amerikansk popsanger og sangskriver.
- Anastasia Mikhailovna, russisk storfyrstinde og storhertuginde af Mecklenburg-Schwerin.
- Anastasia Nikolajevna, russisk storfyrstinde.
- Anastasija Pavljutjenkova, russisk tennisspiller.
- Anastasija Sevastova, lettisk tennisspiller.
- Anastasija Vertinskaja, russisk skuespillerinde.

Efternavn
- Albert Anastasia, amerikansk mafiaboss.

## Navnet anvendt i fiktion
- Der er lavet flere film om fyrstinde Anastasia Nikolajevna:
  - Anastasia (film fra 1956), amerikansk film.
  - Anastasia (film fra 1997), amerikansk tegnefilm.
- Anastasia er navnet på den kvindelige hovedperson i E.L. James' filmatiserede romantrilogi Fifty Shades of Grey